# 喪文化
喪（そう、中国語: 丧、拼音: sàng）文化は、中華人民共和国の若者世代に流行した、無気力、悲観、絶望などの消極的な感情から成立したサブカルチャーの一つ。文章や映像、表情包などの形式でインターネット上に拡散し、インターネット以外の場でもこれをテーマにした商品の販売が行われている。

## 起源と発展
中国における喪文化の流行は、2016年7月にドラマからのキャプチャ画像「葛優躺」（寝そべる葛優）が人気となったことにさかのぼる。この画像は1993年に放送されたシチュエーション・コメディ「我愛我家」の第17、18話「不速之客」からとられたもので、葛優が演じる紀春生が柄物の半袖シャツを着てソファに寝そべり、うつろな眼をしている。その後この画像は広く出回り、文字を配して表情包が作られ、ドラマの他のキャプチャ画像からもネットユーザーによって無気力な状態を表す表情包が作られて自嘲のために使われた。社会科学者の蕭子揚などが行ったアンケート調査では、中国の多くの大学生が「葛優躺」や「我差不多是个廃人了」（自分は廃人同然だ）といった喪文化の表情包を使ったことがあるとデータが示している。
その後、喪文化の構成要素はほかのものへ拡張され、たとえばコミックのキャラクターであるカエルのペペや、日本のキャラクターのぐでたま、アメリカのアニメ「ボージャック・ホースマン」、手足のある干し魚のイラスト（以前から無気力さを象徴するものとして使われていた）などがある。ネットユーザーはこれらの存在から再創作を行い、自嘲によって自らの感情を表現し、喪文化の発展を推し進めていった。またのちには喪文化を利用して販促を進める企業も現れ、喪文化の影響力と知名度を拡大していった。
2017年12月、投稿型メディアの「新世相」に「第一批90後已経出家了」（90年代生まれの第一陣はすでに出家している）という文章が発表され、文中では「仏系」の若者の生活ぶりを紹介し、1990年代に生まれた若者の一部の、受け身、無関心で、高望みをせず、世間を冷めた目で見る生き方を示して、同時に韓国のドラマ「恋のスケッチ〜応答せよ1988〜」でアン・ジェホンが演じたキム・ジョンボンがハスの花を持ち、寺院の前に立って遠くを眺めている画像を添付した。この文章と、ハスの花を持った画像が発端となり「仏系青年」という概念が中国で流行を始め、この「仏系」を喪文化の体現とみなす研究者もいる。
中国以外の国や地方にも喪文化と似たものは存在し、喪文化を体現する作品や存在が生まれており、日本の映像作品「もらとりあむタマ子」や「嫌われ松子の一生」などがあるが、喪文化についての学術的研究はあまり多くない。

## 属性の特徴
中国で流行する喪文化には年齢、戸籍区分、職業などの面で属性の偏りがある。2017年にUC優視がビッグデータ技術を利用して展開した、中国における喪文化の状況についての調査では、喪文化の支持者のうち1980年代生まれが半分を占めることがわかった。90年代生まれがそれに次いで35％、60年代生まれがそれに次いで14％である。上位二つを占める集団はともに若者世代に該当し、一般的に、下の世代の子供を養う必要があるとともに上の世代の両親の面倒を見る必要のある集団であり、それに家賃が加わる場合もあり、そのため生活上のストレスが大きく、喪文化に染まりやすい集団である。また地域の分布では、中国東部海岸沿いの省における需要層が比較的多くを占め、広東省、山東省、江蘇省が上位三つを占める。都市のレベルまで詳しくすると、広州市、成都市、深圳市、北京市、上海市の受容層の人数が上位五つとなり、この五つの都市はすべて政府の指定する「特大城市」である。職業分類では、喪文化の受容層の上位三種はコンピュータエンジニア、広告業、学生であった。

## 企業活動
喪文化の拡散と、特定の層から引き起こした共鳴に対応して、一部の企業は喪文化を利用したマーケティングを行い、喪文化の受容層の消費を促しており、こうした商品の大半が食品である。主にコーヒーを扱う日本の企業、UCC上島珈琲は台湾で発売した無糖のコーヒー、「UCC BLACK」に関して「大人的腹黒語録」をテーマにした宣伝文を採用し、その中では台湾の若者たちが生活や仕事のストレスから発した消極的な感情を表しており、「每天来点負能量」（毎日マイナスのエネルギーをクリックしよう）をコピーにしていた。飲料ブランドの「月葉紅茶」もインターネットで活動する台湾のイラストレーター、消極男子とのコラボレーションで「消極杯」による飲料提供を売り出し、カップの包装には消極男子の描いたイラストと、対応した文章が印刷されている。成都の企画グループ、試物所団体は喪文化に対して「没希望酸奶」（希望なしヨーグルト）を発表し、網易新聞と餓了麼は共同で、2012年から営業されている「喜茶」に対抗した「喪茶」を出店、ニュースアプリのZAKERと餓了麼は共同で「520愛無能小酒館」を出店しており、これらはすべて喪文化を利用した商品宣伝の方法である。また大部分は短期間の企画で、例として「喪茶」は4日のみの営業だった
。
広告文化の拡散に関する研究者である孫曉魅などの指摘では、喪文化マーケティングの成功点は、喪文化の受容層に心情的な共鳴を生んで商品を購買させたことにあり、またインターネット上の拡散を通して商品の影響力を拡大し、消費者が二次拡散を行って広告の生命が続くことを誘ったとする。ただし喪文化を利用したマーケティングはすべての商品に使えるものではなく、喪文化と商品は融合していることが望ましい。また彼女は、喪文化マーケティングは濫用されるべきでなく、過度な無気力の気分が若者にマイナスの影響を及ぼすのを避ける必要があるとも述べた。

## 評価
喪文化は一定の議論を呼び、多くの団体や個人からの批判を受けた。人民網は喪文化を「精神のアヘン」と批判し、喪文化の流行がもたらすマイナスの影響を警告し、その背後につきまとう文化の侵食を警戒すべきとした。また中華民族の精神を発揮して、挫折や失敗には、後ろ向きに対応して喪文化の際限ない蔓延を許すのではなく前向きな態度で対峙するように述べている。中国青年網は、人生において失敗や挫折に遭遇するのは必然であり、だれにとっても避けられないことであって、喪文化による逃避は実際の問題をまったく解決できず、歪んだ価値観を形成するとする。前向きに対応すれば、困難に打ち勝ち、人生の進む先を発見し、人生の理想を実現することができるという。また中国青年網は、中国の若者は喪文化に抵抗し、中華民族の偉大さの復興にむけ戦うべきだとも述べた。2019年1月9日、中国網絡視聴節目服務協会は「網絡短視頻内容審核標準細則」を公表し、インターネット上のショートムービーで喪文化を広めることを禁止した。
復旦大学の経済学博士、林采宜は、喪文化は名誉や利益を求めず、自らの身を大切にすることを提唱しており、道教文化の体現であって、功利が重視される現代社会への一種の解毒剤だと考える。澎湃新聞の曾於里は、喪文化の生まれた原因を考え、現代の若者が「喪」に走るのは、彼らが進取を嫌がるからではなく、かつて成功を求めようとしたにもかかわらず、現代社会の競争の厳しさなどのさまざまな問題によって成功しなかったためだと考える。幾度もの失敗と挫折という打撃を受けたために彼らは喪文化の受容層となったという。喪文化を通じ、彼らは自らの目標をふさわしく下げ、心情を落ちつかせ、絶望に陥るのを避ける、これは一種の自己防衛の方法だといい、曾於里は喪文化を悪魔化するべきでないと考えている。
多くの人々は喪文化についても「一分為二」の弁証法的な態度をとっており、適度な喪文化はごく無害なもので心情を落ちつかせる働きがあるが、過度に喪文化を拡散させ美化することは不適当だとみなしている。中国人民政治協商会議全国委員会委員である張頤武は喪文化と前向きな態度とは互いに転換可能なものと見て、彼と孫宝林委員は、その受容層に社会が思いやりを向け、前向きな態度に転換するよう導くことを提案した。范穏委員は、名作文学を読むという手段から力を得ることを勧めた。